# 乌林答愿
乌林答愿（?—?），金朝大臣，女真族乌林答部人。
乌林答愿开始是中都（今北京市）守城军官，正隆六年（1161年），他听说金世宗在东京辽阳府称帝，和胡麻愈等杀害中都留守蒲察沙离只，奉表归附金世宗。大定十六年（1176年），以近侍局使充贺宋正旦使，后任詹事。金章宗明昌三年（1192年），由山东路统军使，入朝为御史大夫。转任尚书左丞。明昌六年（1195年），拜平章政事。承安二年（1197年），罢平章政事之职。 